# Степанов, Сергей Сергеевич
Серге́й Серге́евич Степа́нов (род. 13 июня 1958, Москва, СССР) — советский и российский психолог, писатель и переводчик. Доцент Московского государственного психолого-педагогического университета, автор книг по широкому кругу проблем психологии.

## Биография
После окончания факультета психологии МГУ (1981) работал там же на кафедре педагогики и педагогической психологии.
В 1984—1997 годах работал научным редактором издательства «Большая Российская Энциклопедия», автор многих статей по психологии в «Российской педагогической энциклопедии»; ныне продолжает эту традицию, сотрудничая с редакцией «Новой Российской энциклопедии». В то же время занимался переводами книг А. Маслоу, К. Роджерса, Г. Ю. Айзенка, П. Экмана, Ф. Зимбардо и других известных психологов с английского языка. Свою первую книгу «Диагностика интеллекта методом рисуночного теста» выпустил в 1994 году. К 2012 году вышло уже более 30 книг, общим тиражом свыше полумиллиона экземпляров.
В МГППУ работает с 1999 года, с 2002 года — доцент кафедры педагогической психологии. Главный редактор журнала «Наша психология» (2009—2012).

## Научно-просветительская деятельность
В своих книгах, публичных выступлениях и публикациях в прессе последовательно отстаивает принцип «золотой середины» — сочетания проверенных опытом традиций и научно обоснованных новаций. Активно выступает с критикой поп-психологии, стараясь собственные сочинения в популярном жанре выдерживать в стиле научно-популярной литературы. В работах по истории психологии развивает идеи личностно-обусловленного вклада выдающихся психологов в науку.

## Научные труды
Монографии
- Степанов С. С. Диагностика интеллекта методом рисуночного теста. — М.: Магистр, 1994.
- Степанов С. С. Психология в лицах. — М.: ЭКСМО, 2001.
- Степанов С. С. Нормальные проблемы нормального ребенка. — М.: Генезис, 2002.
- Степанов С. С. Азбука детской психологии. — М.: Сфера, 2004.
- Степанов С. С. Человек при деньгах.. — СПб.: Питер, 2001.
- Степанов С. С. Век психологии: Имена и судьбы.. — М.: ЭКСМО, 2003.
- Степанов С. С. Между нами, психологами.. — М.: Генезис, 2003.
- Степанов С. С. Дефектология. Словарь-справочник.. — М.: ТЦ Сфера, 2005.
- Степанов С. С. Нестандартный путь к успеху. Из Иванушки-дурака в Ивана-царевича.. — М.: Дрофа-Плюс, 2005.
- Степанов С. С. Популярная психологическая энциклопедия.. — М.: ЭКСМО, 2005.
- Степанов С. С. Искусство добиваться своего.. — М.: ЭКСМО, 2007.
- Степанов С. С. Детский мир. Советы психолога родителям.. — М.: ЭКСМО, 2012.
- Степанов С. С. Живая психология. Уроки знаменитых экспериментов.. — М.: ЭКСМО, 2012.
- Степанов С. С. Мифы и тупики поп-психологии.. — М.: ЭКСМО, 2012.
- Степанов С. С. Приключения IQ, или Кто на свете всех умнее.. — М.: ЭКСМО, 2012.
- Степанов С. С. Психологический тезаурус. Избранные страницы.. — М.: ЭКСМО, 2012.
- Степанов С. С. Психология день за днём. События и уроки.. — М.: ЭКСМО, 2012.
- Степанов С. С. Спросите у психолога.. — М.: ЭКСМО, 2012.

Статьи
- Соколянский, Иван Афанасьевич : [арх. 3 декабря 2022] / Степанов С. С. // Сен-Жерменский мир 1679 — Социальное обеспечение [Электронный ресурс]. — 2015. — С. 637. — (Большая российская энциклопедия : [в 35 т.] / гл. ред. Ю. С. Осипов ; 2004—2017, т. 30). — ISBN 978-5-85270-367-5.

## Публицистика
- Заблудившийся революционер А. Б. Залкинд // Школьный психолог. — 2004. — № 1. Архивировано 18 декабря 2013 года.